# Lijst van Nederlandse namen van pausen
Dit is een lijst van Nederlandse namen van pausen. De pausen worden tegenwoordig in het Nederlands, op een enkele uitzondering als Nicolaas na, bij hun Latijnse naam genoemd. Tot in de negentiende eeuw waren voor veel pausen echter vernederlandste namen gebruikelijk. Dit artikel geeft een overzicht van deze namen.
Voor een algemene lijst van pausen en tegenpausen, zie:
- Chronologische lijst van pausen; of
- Lijst van pausen naar rangnummer

## Opmerkingen
- Slechts die vernederlandste namen zijn opgenomen, die in ten minste één bron ook daadwerkelijk voor een paus werden gebruikt. Alle genoemde namen zijn eenvoudig te vernederlandsen door bijvoorbeeld de Latijnse naamvalsuitgang (-us) weg te laten (Adeodatus → Adeodaat), maar van niet alle mogelijke Nederlandse vormen staat vooralsnog vast dat ze ook voor pausen werden gebruikt. Deze lijst pretendeert echter niet compleet te zijn.
- Varianten binnen het Latijn (bijvoorbeeld Cono/Conon, Agapetus/Agapitus, Bonifatius/Bonifacius) zijn niet opgenomen.
- Bij de Nederlandse vormen zijn alleen niet-evidente varianten opgenomen. Veel voorkomende spellingsvarianten zijn aa/ae, ae/oe/e, c/ch/k, i/j/y/ij, ph/f, t/c, th/t. In deze gevallen is gekozen voor de spelling die het modernst aandoet of tegenwoordig het meest algemeen is. Van de varianten Nicolaas, Nikolaas, Nicolaes en Nikolaes wordt dus slechts Nicolaas vermeld.
- Te allen tijde kwamen ook de Latijnse vormen in het Nederlands voor. Sommige van de hier opgesomde Nederlandse namen zijn ooit algemeen gangbaar geweest, andere werden wellicht slechts sporadisch gebruikt.

## Lijst
| Latijnse naam | Oude Nederlandse naam    | Huidige Nederlandse naam |
| ------------- | ------------------------ | ------------------------ |
| Adeodatus     |                          |                          |
| Agapitus      |                          |                          |
| Agatho        |                          |                          |
| Alexander     |                          |                          |
| Anacletus     |                          |                          |
| Anastasius    | Anastaas                 |                          |
| Anicetus      |                          |                          |
| Anterus       |                          |                          |
| Benedictus    |                          |                          |
| Bonifatius    | Bonifaas                 |                          |
| Caius         |                          |                          |
| Calixtus      | Calixt                   |                          |
| Clemens       | Clement                  |                          |
| Coelestinus   | Celestijn                |                          |
| Conon         |                          |                          |
| Constantinus  | Constantijn              |                          |
| Cornelius     | Cornelis                 |                          |
| Damasus       | Damaas                   |                          |
| Dionysius     |                          |                          |
| Donus         |                          |                          |
| Eleutherus    |                          |                          |
| Eugenius      | Eugeen                   |                          |
| Eusebius      |                          |                          |
| Eutychianus   |                          |                          |
| Evaristus     |                          |                          |
| Fabianus      | Fabian                   |                          |
| Felix         |                          |                          |
| Formosus      |                          |                          |
| Franciscus    |                          |                          |
| Gelasius      |                          |                          |
| Gregorius     | Gregoor, Joris           |                          |
| Hadrianus     | Adriaan                  |                          |
| Hilarius      |                          |                          |
| Honorius      | Honoor                   |                          |
| Hormisdas     | Hormisda                 |                          |
| Hyginus       |                          |                          |
| Innocentius   | Innocent                 |                          |
| Ioannes       | Jan, Johan, Johannes     | Johannes                 |
| Iulius        |                          |                          |
| Lando         |                          |                          |
| Leo           | Leuwe                    |                          |
| Liberius      |                          |                          |
| Linus         |                          |                          |
| Lucius        |                          |                          |
| Marcellinus   | Marcellijn               |                          |
| Marcellus     | Marceel                  |                          |
| Marcus        | Mark                     |                          |
| Marinus       |                          |                          |
| Martinus      | Maarten, Marten, Martijn |                          |
| Miltiades     |                          |                          |
| Nicolaus      | Nicolaas                 | Nicolaas                 |
| Paschalis     | Paschaal                 |                          |
| Paulus        | Pauwel, Pouwel, Paul     |                          |
| Pelagius      | Pelaag                   |                          |
| Petrus        | Pieter, Peter            |                          |
| Pius          |                          |                          |
| Pontianus     | Ponciaan, Pontiaan       |                          |
| Romanus       | Romaan                   |                          |
| Sabinianus    | Sabiniaan                |                          |
| Sergius       | Serge                    |                          |
| Severinus     | Severijn                 |                          |
| Silverius     |                          |                          |
| Silvester     |                          |                          |
| Simplicius    |                          |                          |
| Siricius      |                          |                          |
| Sisinnius     |                          |                          |
| Sixtus        |                          |                          |
| Soterus       |                          |                          |
| Stephanus     | Steven                   |                          |
| Symmachus     |                          |                          |
| Telesphorus   |                          |                          |
| Theodorus     | Dierik                   |                          |
| Urbanus       | Urbaan                   |                          |
| Valentinus    | Valentijn                |                          |
| Victor        |                          |                          |
| Vigilius      | Vigijl                   |                          |
| Vitalianus    | Vitaliaan                |                          |
| Zacharias     | Zacharie                 |                          |
| Zephyrinus    |                          |                          |
| Zosimus       |                          |                          |